# John Spencer (attore)
John Spencer (New York, 20 dicembre 1946 – Los Angeles, 16 dicembre 2005) è stato un attore statunitense.

## Biografia

### Vita privata
Figlio di John Speshock, un camionista di origini irlandesi e di Mildred, casalinga e occasionalmente cameriera di origini ucraine, nacque a New York e crebbe vicino a Paterson, in New Jersey, in una famiglia appartenente alla classe sociale medio-bassa.
Lasciò il New Jersey all'età di 16 anni, quando si trasferì a Manhattan per frequentare la scuola Professional Children's School, dove seguì i corsi con Liza Minnelli e con il violinista Pinchas Zukerman. Frequentò prima la Fairleigh Dickinson University, quindi la New York University, che però abbandonò prima di raggiungere la laurea per dedicarsi alla recitazione. 
Seppur in maniera meno visibile pubblicamente, Spencer condivise molte delle cause nelle quali credeva e per le quali ha combattuto Martin Sheen. In particolar modo, fu impegnato in iniziative di contrasto alla diffusione dell'AIDS.
Egli inoltre, considerava Franklin Delano Roosevelt come uno dei suoi eroi.
Morì a Los Angeles il 16 dicembre 2005 per un attacco cardiaco, all'età di 58 anni. È sepolto nel Laurel Grove Memorial Park, a Totowa, nel New Jersey.

### Carriera
Spencer iniziò la sua carriera televisiva nel 1963 con The Patty Duke Show. Nel 1981 vinse un Obie Award per la produzione off-Broadway di Still life, incentrata su un veterano del Vietnam. Recitò inoltre nel thriller legale Presunto innocente, dove interpretò il miglior amico di Harrison Ford.
Tra il 1990 e il 1994 partecipò alla serie televisiva Avvocati a Los Angeles, nel ruolo di Tommy Mullaney, un combattivo avvocato.
Nel 1995 recitò nella commedia romantica Forget Paris, al fianco di Billy Crystal.
A partire dal 1999, Spencer raggiunse una grande notorietà entrando nel cast della pluripremiata serie televisiva West Wing - Tutti gli uomini del Presidente, ideata dallo sceneggiatore Aaron Sorkin, in cui interpretò il ruolo di Leo McGarry, amico, nonché capo dello staff della Casa Bianca al servizio del Presidente Bartlet. Grazie a questo ruolo, nel 2002 Spencer vinse un Emmy Award, dopo due precedenti candidature, grazie alla sua interpretazione negli episodi Bartlet for America (in cui Leo è chiamato a testimoniare davanti alla Commissione d'inchiesta riguardo alla sclerosi multipla del Presidente) e We Killed Yamamoto.

## Filmografia parziale

### Cinema
- Wargames - Giochi di guerra (WarGames), regia di John Badham (1983)
- Protector (The Protector), regia di James Glickenhaus (1985)
- Hiding Out, regia di Bob Giraldi (1987)
- Seduzione pericolosa (Sea of Love), regia di Harold Becker (1989)
- Black Rain - Pioggia sporca (Black Rain), regia di Ridley Scott (1989)
- Presunto innocente (Presumed Innocent), regia di Alan J. Pakula (1990)
- Green Card - Matrimonio di convenienza (Green Card), regia di Peter Weir (1990)
- Forget Paris, regia di Billy Crystal (1995)
- The Rock, regia di Michael Bay (1996)
- Cop Land, regia di James Mangold (1997)
- Twilight, regia di Robert Benton (1998)
- Il negoziatore (The Negotiator), regia di F. Gary Gray (1998)
- L'insaziabile (Ravenous), regia di Antonia Bird (1999)

### Televisione
- The Patty Duke Show – serie TV, 2 episodi (1963)
- Miami Vice – serie TV, episodio 3x05 (1986)
- Avvocati a Los Angeles (L.A. Law) – serie TV, 83 episodi (1990-1994)
- Law & Order - I due volti della giustizia (Law & Order) – serie TV, episodio 1x01 (1990)
- Ultime dal cielo (Early Edition) – serie TV, episodio 2x04 (1997)
- West Wing - Tutti gli uomini del Presidente (The West Wing) – serie TV, 155 episodi (1999-2006)

## Doppiatori italiani
Nelle versioni in italiano delle opere in cui ha recitato, John Spencer è stato doppiato da:
- Stefano De Sando in Law & Order - I due volti della giustizia, West Wing - Tutti gli uomini del Presidente
- Sandro Sardone in Insoliti criminali, Presunto innocente
- Ugo Maria Morosi in The Rock
- Pietro Biondi in Black Rain - Pioggia sporca
- Renato Mori ne Il negoziatore
- Massimo Corvo in Green Card - Matrimonio di convenienza
- Dario De Grassi in Twilight
- Carlo Sabatini ne L'insaziabile
- Giorgio Lopez in Forget Paris